# Полигиросци
Полигиросци (на гръцки: Πολυγυρινοί, Полигирини) са жителите на град Полигирос, Егейска Македония, Гърция. Това е списък на най-известните от тях.

## Родени в Полигирос
А — Б — В — Г — Д –
Е — Ж — З — И — Й –
К — Л — М — Н — О –
П — Р — С — Т — У –
Ф — Х — Ц — Ч — Ш –
Щ — Ю — Я

### А
- Ангелики Калайдзи (р. 1984), гръцки модел

### Г
- Георгиос Кастрециос (1897 – 1971), гръцки художник
- Георгиос Папаниколау (1875 – 1949), гръцки поет[1]
- Георгиос Паралис (Γεώργιος Παραλής, 1908 – 1975), гръцки художник
- Георгиос Хрисиидис (1799 – 1873), гръцки революционер и политик
- Георгиос Цекурас, гръцки военен и революционер

### Е
- Евтимиос Каранасиос (р. 1965), гръцки политик

### И
- Игнатий Костидис (? - 1823), гръцки духовник

### К
- Киркос Папагеоргакис, гръцки революционер, участник във въстанието от 1821 г.
- Константинос Замбунис (1928 – 1910), гръцки политик

### М
- Мариос Спилиопулос (р. 1957), гръцки художник

### С
- Стельос Ставрос, гръцки художник
- Стефанос Коцианос (1908 - 1989), гръцки политик

## Починали в Полигирос
- Георгиос Папагеоргиу (1848 – 1912), гръцки поет[2]
- Герман Апостолидис (1836 – 1892), гръцки духовник